# Houbová omáčka
Houbová omáčka či hovorově houbovka nebo smetanová houbová omáčka je omáčka, která se vyrábí ze smetany a sušených, zavařených či čerstvých hub, které jí propůjčují typické aroma a chuť. Nejčastěji se podává s houskovým knedlíkem a v některých případech může obsahovat plátky hovězího masa. Patří mezi typická česká jídla.
Houby se do omáčky přidávají nakrájené na plátky, či rozčtvrcené v závislosti na jejich velikosti. Pokud jsou přidávané houby sušené, doporučuje se je před použitím namočit do mléka nebo vody, pokud jsou přidávány houby zavařené, doporučuje se je propláchnout.